# Lype reducta
Lype reducta är en nattsländeart som först beskrevs av Hagen 1868.  Lype reducta ingår i släktet Lype och familjen tunnelnattsländor. Arten är reproducerande i Sverige. Inga underarter finns listade i Catalogue of Life.

## Bildgalleri

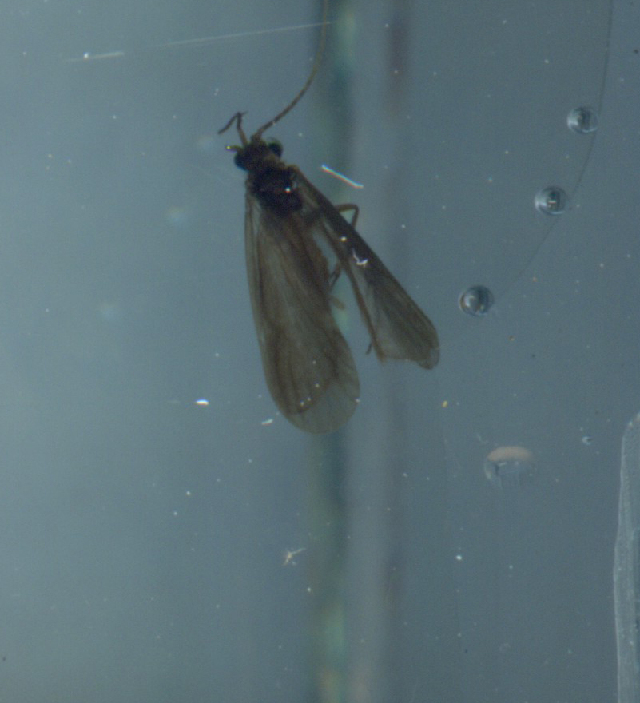